# Alexei Jewgrafowitsch Faworski
Alexei Jewgrafowitsch Faworski (russisch Алексей Евграфович Фаворский; * 20. Februarjul. / 3. März 1860greg. in Pawlowo, Gouvernement Nischni Nowgorod; † 8. August 1945 in Leningrad) war ein russischer Chemiker.

## Leben
Faworski entstammt einer Priesterfamilie und erhielt seine Gymnasialausbildung in Nischni Nowgorod und Wologda. Zwischen 1878 und 1882 studierte er an der Physikalisch-Mathematischen Fakultät der Kaiserlichen Universität St. Petersburg. Anschließend erhielt Faworski eine Anstellung im chemischen Labor der Universität bei Alexander Michailowitsch Butlerow, wo er schon während seines Studiums tätig war.
1883 ging er als Laborant an die Erste St. Petersburger Reallehranstalt und führte daneben seine Arbeiten im chemischen Universitätslabor fort. Ab 1886 war er Laborant am technischen Laboratorium der Petersburger Universität. Nach seiner Dissertation zum Magister der Chemie im Jahre 1891 erhielt Faworski einen Lehrauftrag als Privatdozent für Analytische Chemie an der Physikalisch-Mathematischen Fakultät.
1895 legte Faworski seine Dissertation zum Dr. der Chemie vor und ab dem darauf folgenden Jahr wirkte er als Professor am Lehrstuhl für Fertigungstechnik und Technische Chemie. 1897 erkannte er die Gesetzmäßigkeiten der intramolekularen Umlagerung von α-Halogencarbonyl-Verbindungen, die als Faworski-Umlagerung seinen Namen trägt.
Von 1897 bis 1908 wirkte er gleichzeitig am Chemisch-Technologischen Institut in St. Petersburg und am von ihm mitgegründeten Institut für anorganische Chemie, dessen Direktor er von 1934 bis 1938 war. Zwischen 1900 und 1905 entwickelte Faworski eine neue Methode zur Synthese von Alkinyl-Alkoholen, die als Faworski-Reaktion bekannt wurde.
Ab 1901 wirkte er außerdem als Redakteur des Journals der russischen physikalisch-chemischen Gesellschaft.
Faworski veröffentlichte eine Reihe von wissenschaftlichen Arbeiten über die isometrische Umwandlung ungesättigter Kohlenwasserstoffe im Journal der Russischen Physikalisch-Chemischen Gesellschaft, die teilweise auch in deutscher Sprache erschienen und für welche die russische Physikalisch-Chemische Gesellschaft ihn mit dem „N. N. Sokolow-Preis“ ausgezeichnete.
Faworski entwickelte 1939 eine neue Methode zur Synthese von Isopren ausgehend von Ethin und Aceton über 2-Methyl-3-butin-2-ol und 2-Methyl-3-buten-2-ol.
1941 erhielt Faworski den Stalinpreis für die Einführung eines Verfahrens zur industriellen Herstellung von Isopren-Kautschuk.
Zu seinen Schülern gehörten Sergei Wassiljewitsch Lebedew, Wladimir Nikolajewitsch Ipatjew und Michail Alexandrowitsch Porai-Koschiz.

## Publikationen
- Al. Faworsky: Isomerisationserscheinungen der Kohlenwasserstoffe CnH2n−2. Erste Abhandlung. Isomerisation monosubstituierter Acetylene bei Erwärmung mit weingeistiger Alkalilösung. In: Journal für Praktische Chemie. Band 37, Nr. 1, 1888, S. 382–395, doi:10.1002/prac.18880370133. Original: Al. Faworsky: Изомеризация однозамещенных ацетиленов при нагревании со спиртовой щелочью. In: Journal der Russischen Physikalisch-Chemischen Gesellschaft. Band XIX.
- Al. Faworsky: Isomerisationserscheinungen der Kohlenwasserstoffe CnH2n−2. Zweite Abhandlung. Isomerisation bisubstituierter Acetylene und des Dimethylallens unter Einwirkung von metallischem Natrium und Synthese von Acetylencarbonsäuren. In: Journal für Praktische Chemie. Band 37, Nr. 1, 1888, S. 417–431, doi:10.1002/prac.18880370138. Original: Al. Faworsky: Изомеризация двузамещенных ацетиленов и диметилаллена под влиянием металлического натрия и синтез ацетиленкарбоновых кислот. In: Journal der Russischen Physikalisch-Chemischen Gesellschaft. Band XIX.
- Al. Faworsky: Isomerisationserscheinungen der Kohlenwasserstoffe CnH2n−2. Dritte Abhandlung. Einwirkung von weingeistigem Alkali auf Allylen. In: Journal für Praktische Chemie. Band 37, Nr. 1, 1888, S. 531–536, doi:10.1002/prac.18880370147. Original: Al. Faworsky: Действие спиртовой щелочи на аллилен. In: Journal der Russischen Physikalisch-Chemischen Gesellschaft. Band XX.

- Einwirkung metallischen Natriums auf Ethyl-Propylacetylen (Действие металлического натрия на этил-пропилацетилен), Journal der Russischen Physikalisch-Chemischen Gesellschaft, Heft XX

- Al. Faworsky: Ueber das Dimethylacetylen und dessen Tetrabromid. In: Journal für Praktische Chemie. Band 42, Nr. 1, 1890, S. 143–149, doi:10.1002/prac.18900420112. Original: Al. Faworsky: О диметилацетилене и его тетрабромюре. In: Journal der Russischen Physikalisch-Chemischen Gesellschaft. Band XXII.

- Al. Faworsky: Ueber geometrische Isomerie der Bromderivate des Pseudobutylens. In: Journal für Praktische Chemie. Band 42, Nr. 1, 1890, S. 149–155, doi:10.1002/prac.18900420113. Original: Al. Faworsky: О геометрической изомерии бромопроизводных псевдобутилена. In: Journal der Russischen Physikalisch-Chemischen Gesellschaft. Band XXII.

- Die Einwirkung alkoholischer Laugen auf Allen und diethylenische Kohlenwasserstoffe (Действие спиртовой щелочи на аллен и диэтиленовые углеводороды), Journal der Russischen Physikalisch-Chemischen Gesellschaft, Heft XXIII; deutsche Veröffentlichung im „Journal für practische Chemie“, Heft 44

- Faworski / Krassuski: Die Einwirkung alkoholischer Laugen auf Dipropargile (Действие спиртовой щелочи на дипропаргиль), Heft XXIII; deutsche Veröffentlichung im „Journal für practische Chemie“, Heft 44

- Al. Faworsky: Ueber Isomerisationserscheinungen in den Reihen der Carbonylverbindungen gechlorter Alkohole und haloïdsubstituirter Oxyde der Aethylenkohlenwasserstoffe. In: Journal für Praktische Chemie. Band 51, Nr. 1, 1895, S. 533–563, doi:10.1002/prac.18950510149. Original: Al. Faworsky: Исследование изомерных превращений в рядах карбонильных соединений, охлоренных спиртов и галоидозамещенных окисей. In: Journal der Russischen Physikalisch-Chemischen Gesellschaft. Band XXVI.